# Schah Denis
Schah Denis (aserbaidschanisch Şahdəniz) ist das größte Gasfeld Aserbaidschans. Es liegt etwa 60 km südlich von Baku im Kaspischen Meer in Wassertiefen von 50–600 m und erstreckt sich über 860 km2.
Schah Denis wird von einem Firmenkonsortium unter der Führung von BP (29,99 %) ausgebeutet. Weitere Anteilseigner sind Lukoil (19,99 %), TPAO (Turkish Petroleum Overseas Company Ltd.) (19 %), SOCAR (14,35 %), Petronas (15,5 %), die iranische NIOC (10 %) und SGC (6,67 %).

## Produktion
Das Rohgas wird über Unterwasser-Pipelines zum Gasterminal Səngəçal () transportiert. Dort wird das Gas aufbereitet und vom Kondensat getrennt. Das aufbereitete Erdgas wird hier verdichtet und über die Südkaukasus-Pipeline durch Aserbaidschan und Georgien in das türkische Gas-Verteilnetz eingespeist. Das Kondensat wird über die Baku-Tiflis-Ceyhan-Pipeline in die Türkei transportiert. Beide Pipelines folgen weitgehend derselben Trasse.
Die jährliche Produktionskapazität liegt bei 10,8 Mrd. m3 pro Jahr, von denen etwa 9 Mrd. m3 gefördert werden. Das Projekt Schah Denis II soll bis 2018 fertiggestellt werden und die Kapazität um weitere 16 Mrd. m3 erhöhen.

## Unternehmen
Ursprünglich war die italienische Eni mit 5 % beteiligt, verkaufte ihre Anteile jedoch 2004 an die russische Lukoil.
Der norwegische Statoil-Konzern trennte sich bereits am 1. Mai 2014 von 10 % seiner Anteile. Die Anteile gingen an BP (3,33 %) und SOCAR (6,67 %). Im November 2014 verkaufte Statoil die restlichen 15,5 % seiner Anteile für 2,25 Milliarden Dollar an die malaysische Petronas.